# Ciborinia hirtella
Ciborinia hirtella är en svampart som först beskrevs av Jean Louis Emile Boudier, och fick sitt nu gällande namn av L.R. Batra & Korf 1959. Ciborinia hirtella ingår i släktet Ciborinia och familjen Sclerotiniaceae.   Inga underarter finns listade i Catalogue of Life.